# Yi (Baoding)
Yi (en chino simplificado, 易县; pinyin, Yì xiàn) es un condado bajo la administración directa de la ciudad-prefectura de Baoding. Se ubica en la provincia de Hebei, este de la República Popular China. Su área es de 2538 km² y su población total para 2010 fue más de 500 mil habitantes.

## Administración
El condado de Yi se divide en 27 pueblos que se administran en 9 poblados y 18 villas.